# Spartaco Orazi
Spartaco Orazi (Roma, 7 aprile 1902 – Ostia, 30 luglio 1941) è stato un calciatore, velocista e dirigente sportivo italiano.
Era il fratello maggiore di Vezio, pertanto era noto anche come Orazi I.

## Carriera
Nel ruolo di mediano, giocò con la Lazio a partire dal 1919-1920. Nella stagione 1922-1923, in cui disputò 4 partite con la squadra capitolina, scese in campo nella finalissima per il titolo nazionale vinta dal Genoa.
Con la Lazio disputò altre 10 partite nel campionato di Prima Divisione 1923-1924.
Fu anche un atleta nella disciplina dei 400 metri e fu tra gli ideatori delle Olimpiadi universitarie del 1922. Successivamente, una volta ritiratosi dall'attività agonistica, entrò anche nei quadri dirigenziali della Lazio in veste di consigliere. Morì a seguito di un incidente aereo nel 1941.

## Carriera professionale
Si laureò in ingegneria civile nel 1927 e iniziò subito la professione con studio a Palazzo Poli, il palazzo che ha sulla facciata opposta a Via del Corso la Fontana di Trevi, a Roma.
Fra i suoi progetti e realizzazioni più importanti si ricordano lo Stadio Flaminio e il Palazzo dei Marescialli, ora sede del Consiglio Superiore della Magistratura, CSM. Nel 1940 si interessò alle attività minerarie del Sulcis in Sardegna e prese una concessione per l'estrazione di carbone.
Il 30 luglio 1941 si recò allo scalo di Ostia per prendere il volo in partenza per Cagliari. L'idrovolante ebbe un guasto ai motori al decollo e precipitò. Lasciò la moglie Anna e il fratello Vezio al tempo Prefetto del Regno per la Dalmazia, con sede a Zara.
Anche il fratello Vezio morì meno di un anno dopo, il 26 maggio 1942 cadde in una imboscata dei partigiani titini che sorpresero la camionetta con la quale il prefetto Orazi, il maresciallo dei Carabinieri e il Podestà stavano perlustrando il territorio della provincia dalmata, luogo di attacchi dalla confinante Jugoslavia. Vezio Orazi lasciò la moglie Maria Renata Ausenda e tre figli: Mietta, Fausto e Lucio.
Ebbe la medaglia d'Oro al Valore Civile, appuntata al petto del figlio Fausto dal Capo del Governo Benito Mussolini.